# 皱球蛇菰
皱球蛇菰（学名：Balanophora rugosa）是蛇菰科蛇菰属的植物，为中国的特有植物。分布于中国大陆的广西、四川、贵州等地，生长于海拔1,480米的地区，常生长在松林下及杂木林下较荫湿处，目前尚未由人工引种栽培。